# Nordischer Streifenfarn
Der Nordische Streifenfarn (Asplenium septentrionale), auch Nördlicher Streifenfarn oder Gabel-Streifenfarn genannt, ist eine Pflanzenart aus der Gattung der Streifenfarne (Asplenium) innerhalb der Familie der Streifenfarngewächse (Aspleniaceae).

## Merkmale

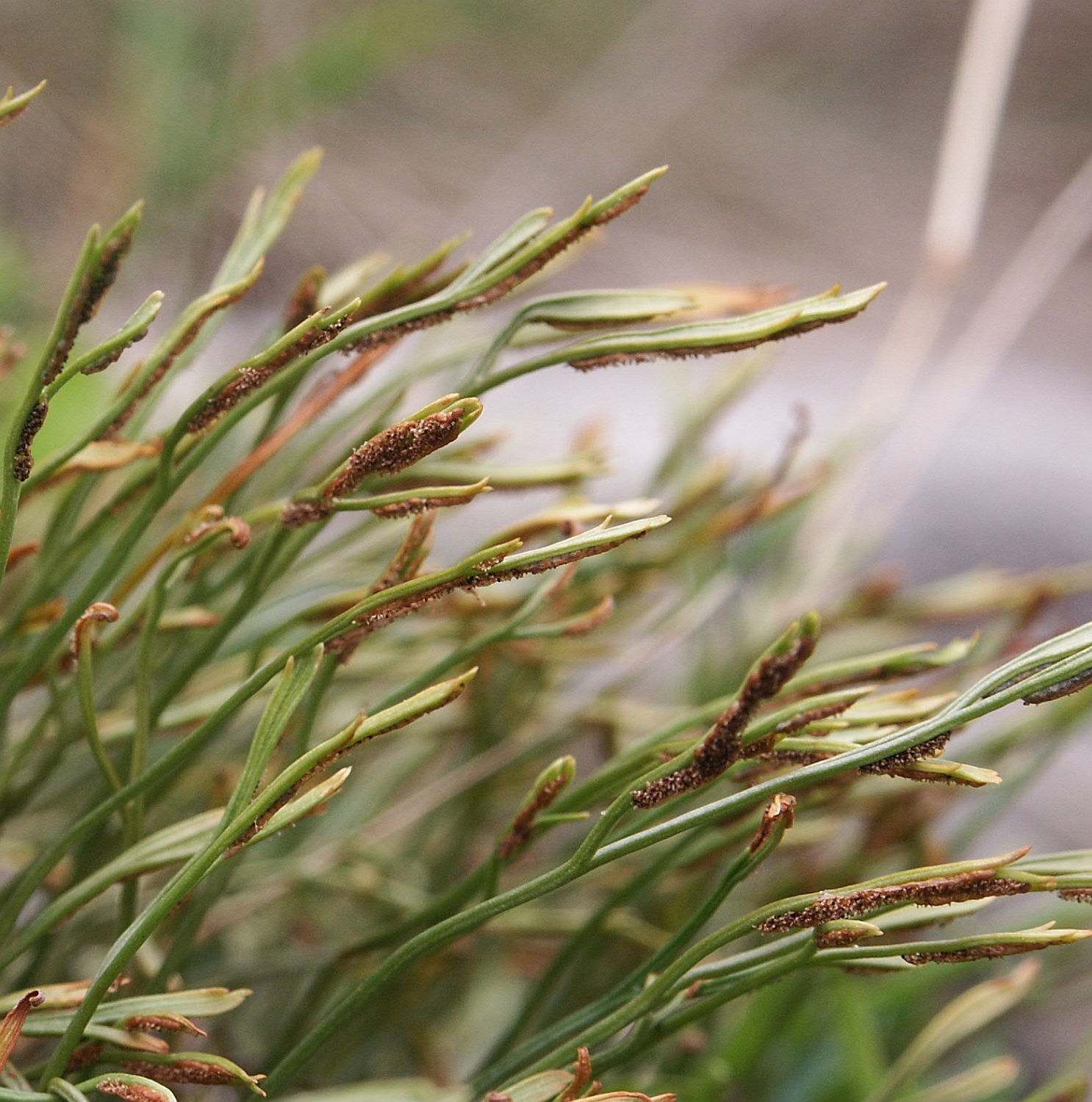
Blattabschnitte mit Sporangien

Der Nordische Streifenfarn ist eine ausdauernde krautige Pflanze, die wuchshöhen von bis zu 15 Zentimetern erreicht. Das Rhizom ist kurz kriechend und verzweigt und im oberen Teil mit schwarz-braunen, borstenförmig zugespitzten Spreuschuppen besetzt.
Die wintergrünen Blätter sind 5 bis 15 (bis 17) Zentimeter lang. Die Wedel sind in Stiel und Spreite gegliedert. Der relativ lange Blattstiel ist zwei- bis dreimal länger wie die Blattspreite; er ist nur ganz am Grund rot-braun und wird schon im unteren Teil plötzlich grün. Die kahle und glänzende Blattspreite ist zwei- bis fünfzählig ungleich gabelig zusammengesetzt. Die einzelnen Blattabschnitte sind linealisch bis verkehrt-eilanzettlich. Häufig sind sie an beiden Seiten mit je ein bis zwei pfriemlichen bis spitzen Zähnen besetzt. Die gestielten Fiedern sind 1 bis 2 Millimeter breit, nach oben etwas verbreitert und gehen in zwei bis vier, selten bis zu sechs Zähne aus. Junge Blätter sind zweilappig und verkehrt-dreieckig, Die Sori sind verlängert linealisch und bedecken die ganze Unterseite. Das Indusium ist ganzrandig und zurückgeschlagen.
Die Sporen reifen von Juli bis Oktober.
Die Chromosomenzahl beträgt 2n = 144.

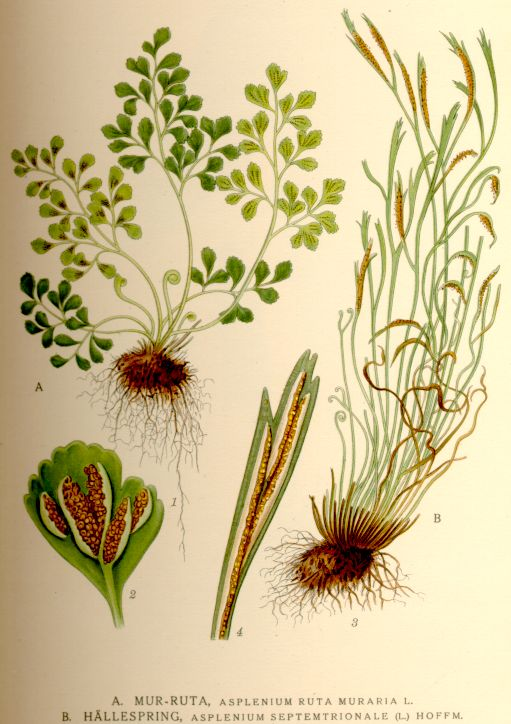
Mauerraute (Asplenium ruta-muraria A, links) und Nordischer Streifenfarn (Asplenium septentrionale B, rechts), Illustration

## Vorkommen
Der Nordische Streifenfarn ist in Nordafrika, Eurasien (bis zum Himalaja und China) und in Nordamerika sowie Mexiko verbreitet.
In Europa kommt er in fast allen Ländern vor und fehlt nur in den Niederlanden, im Baltikum, in Belarus und in Moldau. In Deutschland ist er im Süden zerstreut, in der Mitte selten und im Norden vielfach ausgestorben oder verschollen. In Österreich ist er häufig bis zerstreut, in Wien ausgestorben, in den Alpenvorländern und im pannonischen Gebiet gefährdet. In der Schweiz kommt er hauptsächlich im südlichen Teil des Landes vor.
Der Nordische Streifenfarn wächst an trockenen, lichtexponierten Felsen und Mauern. Er kommt nur auf kalkarmem oder kalkfreiem Untergrund vor. Er gedeiht auf kalkarmen Silikatgesteinen (Gneis, Granit, Porphyr, Buntsandstein, Schiefer usf.). Er ist in Mitteleuropa pflanzensoziologisch eine Charakterart der Ordnung Androsacetalia-vandellii
Er steigt bis in die alpine Höhenstufe, so z. B. in den Allgäuer Alpen im Vorarlberger Teil am Bärenkopf auf Hornstein bis zu einer Höhenlage von 1850 Meter auf; im Kanton Wallis steigt er bis zu einer Höhenlage von 2500 Meter auf.
Die ökologischen Zeigerwerte nach Landolt et al. 2010 sind in der Schweiz: Feuchtezahl F = 1+ (trocken), Lichtzahl L = 4 (hell), Reaktionszahl R = 2 (sauer), Temperaturzahl T = 2+ (unter-subalpin und ober-montan), Nährstoffzahl N = 1 (sehr nährstoffarm), Kontinentalitätszahl K = 4 (subkontinental).

## Systematik
Die Erstveröffentlichung erfolgte 1753 unter dem Namen (Basionym) Acrostichum septentrionale durch Carl von Linné in Species Plantarum, Tomus II, S. 1068. Das Artepitheton septentrionalis für „nördlich“ erklärt sich aus seiner Stellung als nördlichster Vertreter in der tropisch-subtropischen Gattung Acrostichum L. Die Neukombination zu Asplenium septentrionale (L.) Hoffm. wurde 1796 durch Georg Franz Hoffmann in Deutschlands Flora oder Botanisches Taschenbuch. Zweyter Theil Für Das Iahr 1795, Cryptogamie. S. 12 veröffentlicht.
Je nach Autor gibt es von der Art Asplenium septentrionale etwa drei Unterartent:
- Asplenium septentrionale subsp. caucasicum Fraser-Jenk. & Lovis (Syn. Asplenium caucasicum (Fraser-Jenk. & Lovis) Viane): Die Wedelabschnitte werden nur bis 1,2 mm breit, ihre Mittelrippe ist ebenfalls relativ schmal. Die Sporen besitzen eine durchschnittliche Länge von 34 µm. Diese Unterart ist diploid mit einer Chromosomenzahl von 2n = 72. Sie ist aus Georgien, Nordost-Anatolien, Iran und Pakistan bekannt.[10]
- Asplenium septentrionale subsp. septentrionale: Die Wedelabschnitte werden 1 bis 2 mm breit, ihre Mittelrippe ist ebenfalls relativ breit. Die Sporen besitzen eine Länge von 35 bis 45 µm.[3] Diese Unterart ist autotetraploid mit einer Chromosomenzahl von 2n = 144. Sie ist weit verbreitet, ihr Verbreitungsgebiet entspricht dem der gesamten Art.
- Asplenium septentrionale nothosubsp. rehmanii Fraser-Jenk. (Syn. Asplenium ×direi Viane & Reichstein) = Asplenium septentrionale subsp. septentrionale × Asplenium septentrionale subsp. caucasicum: Sie kommt in Pakistan vor.[11] Sie ähnelt sehr Asplenium septentrionale subsp. septentrionale, weist aber abortierte Sporen auf.[10]

## Trivialnamen
Im deutschsprachigen Raum werden oder wurden für diese Pflanzenart, zum Teil nur regional, auch die weiteren Trivialnamen Harngras (Salzburg), Steinfarn (Salzburg), Steinschlangenzwang und Kleiner Wiederthon (Schlesien) verwendet. In dieser Gattung Streifenfarne ist der deutschsprachige Trivialname Nördlicher Streifenfarn nicht gut zutreffend, besser ist da der Name Gabel-Streifenfarn.

## Belege